# Monte Nyamuragira
El Nyamuragira, o Volcán Nyamuragira, también llamado Girungo-Namlagira,  Namlagira, Nyamlagira o con más frecuencia Nyamulagira, es un volcán de la República Democrática del Congo. El volcán más activo de África, es capaz de producir lava que llega hasta una distancia de treinta kilómetros de longitud y hasta cerca del lago Kivu. Entró en erupción el 22 de junio de 2014.

## Geografía y geología
El Nyamuragira se encuentra en África Oriental, en el extremo este de la República Democrática del Congo, cerca de la frontera sudeste con Ruanda. Forma parte de las Montañas Virunga, es uno de los volcanes de la rama occidental del Valle del Gran Rift. Está rodeado por la ciudad de Burungu al noroeste, el Nyiragongo al sursureste, el lago Kivu a 25 km al sur y la ciudad de Sake al suroeste.
El Nyamuragira culmina a los 3058 m en una caldera de dos kilómetros de ancho por 2,3 km de largo, rodeado por farallones de unos cien de metros de altura. A diferencia de su cumbre vecina el Nyiragongo, las laderas del Nyamuragira, características de los volcanes en escudo, son poco pronunciadas y el volcán presenta un gran volumen. Las laderas presentan grietas y conos de escorias y están cubiertas en unos 1.500 km² de coladas de lava basásticas con alta concentración de potasio, que son muy anchas, muy largas, a veces hasta de más de treinta kilómetros, y que han llegado hasta el lago Kivu en algunas ocasiones. La morfología de la parte inferior de la caldera, que ha acogido varios lagos de lava sucesivamente durante el siglo XX, ha sido modificada a menudo por erupciones volcánicas.
Con la excepción de los últimos flujos de lava, el Nyamuragira está cubierto por la selva, en particular en la parte inferior de la caldera. El volcán está incluido en el Parque nacional Virunga.

## Dióxido de azufre

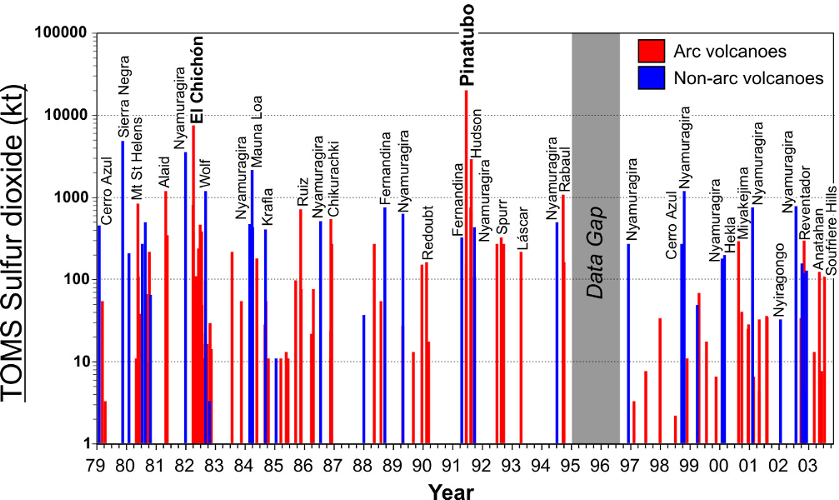
Gráfico de emisiones de SO_{2} por volcanes, 1979-2003.

Este volcán es el responsable de una gran parte del dióxido de azufre liberado a la atmósfera por los volcanes.

## Erupciones
La primera erupción observada por los occidentales data de 1865. Las siguientes erupciones han sido de un índice explosivo de 0 a 2 y han emitido lava, que a veces ha causado muertos como en 1912.
La erupción que duró desde 1921 hasta el 25 de junio de 1940, fue la primera en producir un lago de lava. Se desarrolló en la caldera y en los flancos de la montaña a través de fisuras eruptivas, a veces acompañada por explosiones de pequeña magnitud, de coladas de lava, que causaron daños, así como un tsunami en el lago Kivu. 
Otras erupciones han producido lagos de lava, como las de 1948, 1951, 1976, 1986 y 2004. La erupción de finales del año 2008 produjo la emisión de lava por fisuras eruptivas abiertas en las laderas del volcán, sin producir daños materiales o víctimas.

### Erupción de 2010

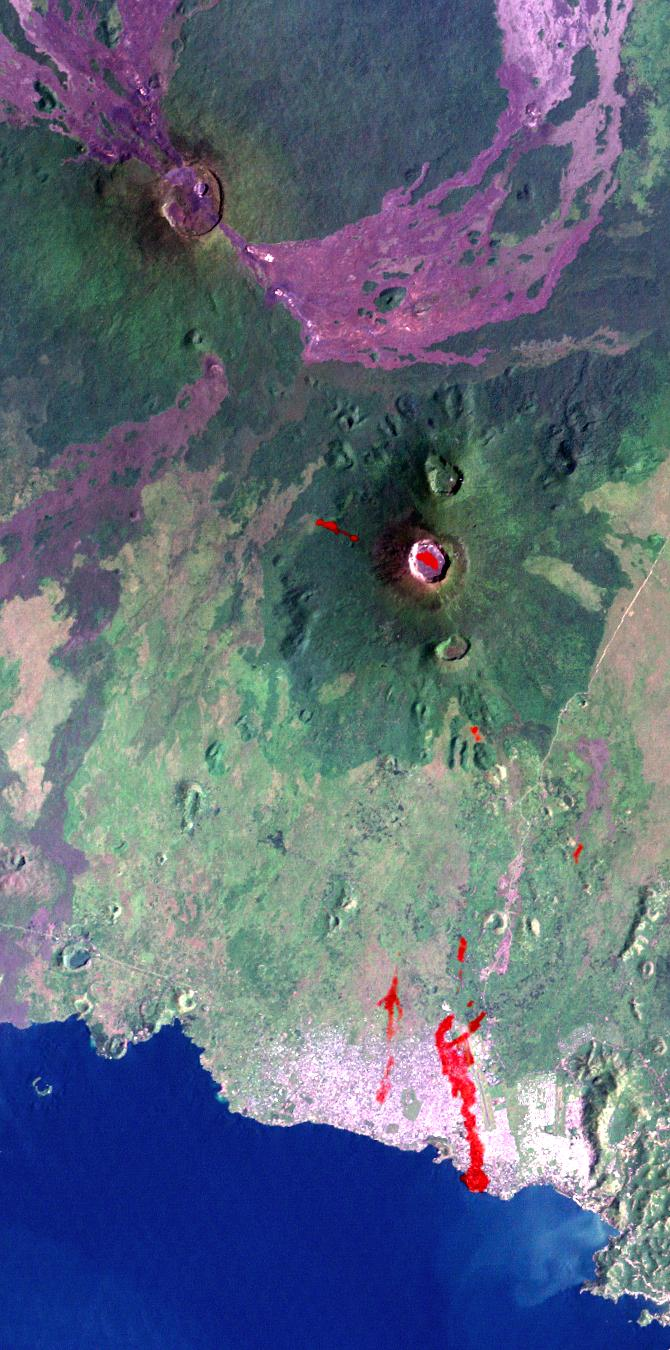
Imagen de satélite del volcán y los flujos de lava.

El 2 de enero de 2010, el volcán entró en erupción emitiendo flujos de lava. Estos afectaron a las poblaciones de chimpancés en la zona. Los flujos de lava llegaron hasta el sector sur del Parque nacional de Virunga, donde hay asentamientos y aldeas. Las imágenes por satélite muestran extensos flujos que alcanzaron los 25 km por el suroeste, llegando al lago Kivu, los 22 km al noroeste y los 35 km al noreste.

### Erupción de 2011
El 8 de noviembre de 2011 entró de nuevo en erupción emitiendo columnas de lava a varios centenares de metros de altura.

### Erupción de 2014
El 22 de junio de 2014 el volcán entró en un nuevo ciclo eruptivo. Una erupción comenzó en la caldera de la cima del volcán formando un lago de lava en uno de los cráteres de la caldera. El lago de lava sigue activo en julio de 2015.